# Traducere juridică
Traducerea juridică este o traducere specializată și reprezintă transferul dintr-o limbă sursă într-o limbă țintă a unor concepte juridice, cu o atenție sporită asupra înțelusului transmis. Luând în considerare implcațiile de ordin juridic, acest tip de traducere solicită nu doar cunoștințe de limbă, cât și cunoștințe de drept atribuite limbii străine și limbii materne. Traducerea juridică a cauzat numeroase provocări specialiștilor care au lucrat și au adus contribuții în acest domeniu, fiind nevoiți să depună un efort constant pentru a păstra înțelesul original al conceptelor juridice. În cazul traducerii realizate în domeniul juridic, dificulățile se regăsesc, în special, pe latura terminologică și pe cea juridică, având în vedere că acestea formează împreună documente ce pot avea importanță și chiar influență în mediul juridic.

## Probleme de ordin terminologic
Termenii din mediul juridic nu sunt, în general, cunoscuți persoanelor din afara domeniului. De exemplu, restraint of trade (restricție impusă de un contract), waiver (derogare). Există, de asemenea, și o terminologie formată din împrumuturi străine, în special din limbile latină și franceză, cum ar fi inter alia (printre alte lucruri), ad hoc (ad hoc), force majeure (forță majoră). Un alt aspect specific al limbajului juridic este reprezentat de dubleți sau tripleți, structuri lexicale fixe, formate din doi sau trei termeni: null and void (care nu are nicio forță, putere legală sau validitate), controversy or claim (controversă sau cerere). O altă particularitate este reprezentată de construcțiile care nu se mai utilizează în limbajul comun al limbii engleze, dar care sunt încă prezente în cel juridic. De exemplu: hereinabove (mai înainte în acest documet sau aspect), heretofore (până la acest moment), whereabouts (locul unde se află). Pe lângă acestea mai sunt și cuvintele care se întâlnesc și în limbajul comun, și în cel juridic, dar care au înțelesuri și utilizări diferite: redemption (răscumpărare), to furnish (a prezenta informații), hold (punerea în aplicare a unui principiu în cadrul unor proceduri legale). 

## Diferențe între dreptul jurisprudențial (comun) și dreptul civil
Limbajul juridic și, prin urmare, traducerea specializată în acest domeniu sunt puternic legate de istoria, cultura și civilizația în cadrul cărora s-au format în timp. În privința sistemelor juridice din care conceptele juridice fac parte, există mai multe forme de abordare a clasificării lor, dar cea mai des utilizată diferențiere este cea între dreptul jurisprudențial și dreptul civil, acestea deținând cea mai extinsă sferă de influență în lume.

#### Dreptul jurisprudențial
Dreptul jurisprudențial a evoluat în Anglia începând cu secolul XI și se bazează pe ideea de precedente juridice. Principala sa caracteristică este reprezentată de faptul că funcționază pe baza gândirii analitice și pe principiul ierarhic al precedentului, atunci când anumite cazuri sunt similare, iar Curtea se poate orienta după acestea pentru a decide în privința unui caz nou.

#### Dreptul civil
Bazele dreptului civil au fost puse de dreptul roman și reprezintă cea mai veche tradiție din lumea occidentală. Apoi, în Evul Mediu,  acest sistem juridic a fost dezvoltat de către cărturarii din mediul juridic urmând ca în secolul XVII, odată cu dezvoltarea naționalismului, să se ajungă la stabilirea codurilor naționale. În acest sens, cele mai influente s-au dovedit a fi Codul Civil al lui Napoleon și Codurile germane și elvețiene.

#### Diferențe
Formularea în dreptul civil este mult mai formală ca natură și, când vine vorba de tehnica utilizată, în Franța este concis și concentrat. Pe de altă parte, dreptul jurisprudențial se caracterizaează prin importanța acordată lungilor opinii juridice și conține raționamente elaborate. În plus, judecățile trebuie să fie expuse clar și să compare adecvat faptele. 
Numeroasele diferențe la nivel juridic între cele două sisteme conduc, prin urmare, la diferențe considerabile din punct de vedere lingvistic. Acest lucru înseamnă că devine foarte dificilă, dacă nu imposibilă, găsirea unor echivalenți pentru anumite concepte juridice, având în vedere că acestea  diferă de la un sistem la altul.
Studiul ambelor sisteme juridice ar trebui să fie de mare importanță pentru traducătorii specializați în mediul juridic având în vedere că epoca noastră contemporană se definește prin contacte, uniuni, acoduri internaționale care implică în mod automat aspecte juridice. Un foarte bun exemplu în acest sens este reprezentat de Uniunea Europeană unde atât sistemul civil, cât și cel jurisprudențial coexistă într-un fel de jurisdicție mixtă. Este munca traducătorilor specializați să asigure transferul conceptelor dintr-o limbă în alta și dintr-un sistem în altul pentru a menține bine cunoscuta „unitate sub diversitate”.